# Gargara semivitreus
Gargara semivitreus är en insektsart som beskrevs av Walker 1857. Gargara semivitreus ingår i släktet Gargara och familjen hornstritar. Inga underarter finns listade i Catalogue of Life.